# كلاوس ديكر
كلاوس ديكر (بالألمانية: Klaus Decker)‏ (26 أبريل 1952 في ألمانيا - ) هو لاعب كرة قدم ألماني (وحمل سابقاً جنسية ألمانيا الشرقية) في مركز الدفاع. شارك مع منتخب ألمانيا الشرقية لكرة القدم. أما مع النوادي، فقد لعب مع نادي ماغديبورغ.

## مسيرته الكروية
لعب كلاوس ديكر خلال مسيرته الاحترافية مع نادِ واحدٍ في أربعة عشر موسمًا وسجل خلالها 7 أهداف ضمن 278 مباراة. حيث فاز في أربعة مواسم بالكأس وفي ثلاثة مواسم بالدوري.
خاض كلاوس ديكر مسيرته مع نادي ماغديبورغ في موسم 1970–71 ليلعب معه أربعة عشر موسمًا، مشاركًا في 278 مباراة سجل خلالها 7 أهداف.

## وصلات خارجية
- كلاوس ديكر على موقع قاعدة بيانات كرة القدم.إي يو (الإنجليزية)
- كلاوس ديكر على موقع بيانات كرة القدم. دي إي (الألمانية)
- كلاوس ديكر على موقع ناشيونال فوتبول تيمز (الإنجليزية)
- كلاوس ديكر على موقع عالم كرة القدم.نت (الإنجليزية)